# Acerophagus papayae
Acerophagus papayae är en stekelart som beskrevs av John S. Noyes och Schauff 2003. Acerophagus papayae ingår i släktet Acerophagus och familjen sköldlussteklar. Inga underarter finns listade i Catalogue of Life.

## Bildgalleri

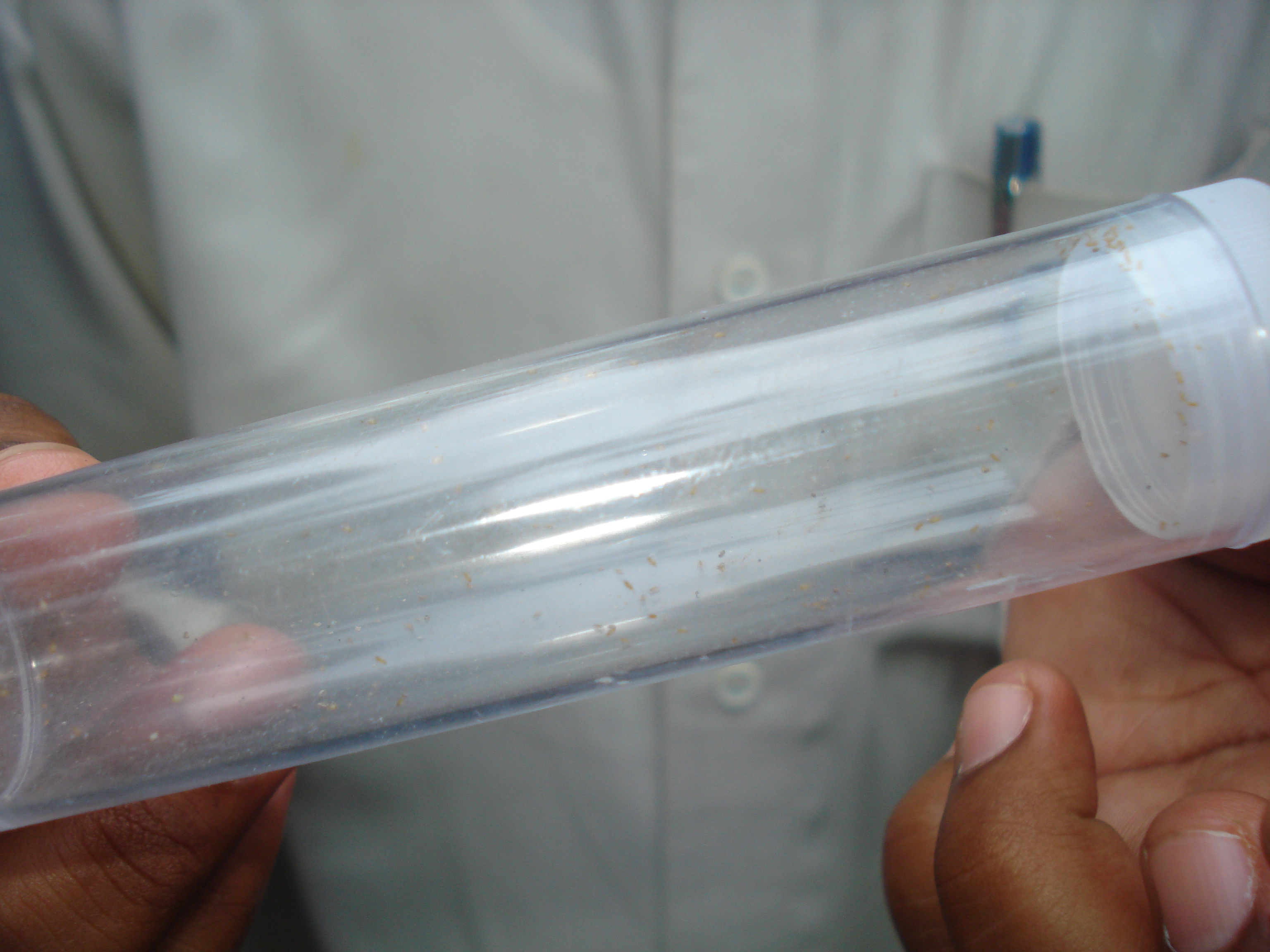